# Bór (Kiełpino)
Bór (potocznie Bór-Okola) – część wsi Kiełpino w Polsce, położona w województwie pomorskim, w powiecie kartuskim, w gminie Kartuzy.
W latach 1975–1998 Bór administracyjnie należał do województwa gdańskiego.